# Дженкінсвілл (Південна Кароліна)
Дженкінсвілл (англ. Jenkinsville) — місто (англ. town) в США, в окрузі Ферфілд штату Південна Кароліна. Населення — 40 осіб (2020).

## Географія
Дженкінсвілл розташований за координатами 34°18′40″ пн. ш. 81°17′12″ зх. д. / 34.31111° пн. ш. 81.28667° зх. д. (34.311089, -81.286670).  За даними Бюро перепису населення США в 2010 році місто мало площу 0,23 км², уся площа — суходіл.

## Демографія
Згідно з переписом 2010 року, у місті мешкало 46 осіб у 19 домогосподарствах у складі 11 родини. Густота населення становила 199 осіб/км².  Було 28 помешкань (121/км²).
Расовий склад населення:
| - 100,0 % — чорних або афроамериканців |

До двох чи більше рас належало 0,0 %. Частка іспаномовних становила 0,0 % від усіх жителів.
За віковим діапазоном населення розподілялося таким чином: 23,9 % — особи молодші 18 років, 56,5 % — особи у віці 18—64 років, 19,6 % — особи у віці 65 років та старші. Медіана віку мешканця становила 40,0 року. На 100 осіб жіночої статі у місті припадало 91,7 чоловіків;  на 100 жінок у віці від 18 років та старших — 75,0 чоловіків також старших 18 років.
Середній дохід на одне домашнє господарство  становив 48 059 доларів США (медіана — 55 000), а середній дохід на одну сім'ю — 68 800 доларів (медіана — 71 250). За межею бідності перебувало 15,5 % осіб, у тому числі 16,7 % дітей у віці до 18 років та 30,8 % осіб у віці 65 років та старших.
Цивільне працевлаштоване населення становило 33 особи. Основні галузі зайнятості: виробництво — 54,5 %, будівництво — 27,3 %, транспорт — 9,1 %, мистецтво, розваги та відпочинок — 6,1 %.